# Mein Weg nach Olympia
Mein Weg nach Olympia (engl. My Way to Olympia) ist ein deutscher Dokumentarfilm von Niko von Glasow (* 1960) aus dem Filmjahr 2013, der Sportler porträtiert, die an den Sommer-Paralympics 2012 (29. August bis 9. September) teilnahmen:
- Aida Husic Dahlen, eine einarmige Tischtennis-Spielerin aus Norwegen
- Greg Polychronidis, ein ab dem Hals durch chronischen Muskelschwund gelähmter Boccia-Spieler aus Griechenland
- Christiane Reppe, eine einseitig beinamputierte Schwimmerin aus Deutschland
- Matt Stutzman, ein kurzarmiger Bogenschütze aus den USA
- die Sitzvolleyball-Mannschaft aus Ruanda

Der Regisseur, selbst als Contergan-Geschädigter mit kurzen Armen geboren, befragt im Film die vorgestellten Sportler, wie sie als Behinderte den Leistungssport bewältigen. Er begleitet sie von der Vorbereitung auf die Teilnahme an den Paralympics 2012 in London. Von Glasows Film  zeigt Siege und Niederlagen und nimmt auch die Angehörigen in den Blick. "Von Glasow ist der perfekte Begleiter der von ihm porträtierten Sportler: unsentimental, aber sensibel; kritisch, aber offen."
Die Audiodeskription des Films wurde von Thomas Holländer gesprochen und 2014 für den deutschen Hörfilmpreis in der Kategorie Kino nominiert.
Der Film lief am 15. und 16. Februar 2013 in der Rubrik Berlinale Spezial der 63. Internationalen Filmfestspiele Berlin und hatte dort seine Premiere. Am 17. Oktober 2013 startete der Film in den deutschen Kinos (Verleiher: Senator/Central).